# Prince Kanemi
Le Prince Kanemi (兼覧王, Kanemi no Ōkimi, ? - 932) est un courtisan et poète japonais de la première moitié de l'époque de Heian dont le père est le prince Koretaka, fils de l'empereur Montoku. Il est l'un des poètes retenus dans la liste d'anthologie Chūko Sanjūrokkasen.
En 886, il est nommé jushii. Il occupe diverses charges administratives telles que vice gouverneur de la province de Kawachi, gouverneur de la province de Yamashiro, chambellan, chef officiel du jingi-kan et kunaikyō. Il est promu shōshii en 924.
En tant que poète waka, il est en relation avec d'autres poètes comme Ki no Tsurayuki et Ōshikōshi no Mitsune. Seulement cinq de ses poèmes sont inclus dans l'anthologie impériale Kokin Wakashū et quatre dans d'autres anthologies impériales. Une de ses filles, la princesse Kanemi (兼覧王女, Kanemi Ōjo), écrit un poème qui est repris dans des anthologies.